# Бирюч
Бирю́ч (бирчий, бирич) — в Древней Руси глаша́тай, помощник князя по судебным и дипломатическим делам, который объявляет по улицам и площадям постановления князя, воеводы или царя.
Бирюч упоминается в русских письменных памятниках с X века, с конца XVII столетия слово выходит из употребления. В вологодских говорах сохранилось слово бирюч, в значении клик, клич, взывание. В Белгородской области — название города.

## Этимология
В. Н. Татищев в своем словаре считает «бирич» словом татарским, переводит его «высоко клич» и толкует так:

Бирич, — называлась публикация, когда что в народе объявляли, то тот шапку или орёл деревянной на посох подняв, кричал, еже ныне чрез барабан объявляется.
Согласно Этимологическому словарю славянских языков:
- сербохорв. birić — «судебный пристав»;
- словен. birič — «палач, судебный пристав»;
- ст.-чеш. biřic — «глашатай, трабант, охранник, палач, судебный пристав»;
- чеш. biřic, biřič — «городской страж, пристав, грубиян, притеснитель»;
- словац. biric — «городской служитель»;
- в.-луж. bĕrc, bĕric — «судебный пристав, экзекутор»;
- н.-луж. bĕric, biric — «бирюч, глашатай, приказной служитель, экзекутор»; «сборщик податей, деревенский глашатай, созывающий членов общины на сходки (выборная должность)»;
- др.-рус. биричъ — «чиновник, которому поручалось объявлять народу распоряжение властей»;
- диалект.-рус. бирюч — «зов, призыв» (волог., усть-сысол., великоуст.); «лицо, объявлявшее на улицах какое-либо правительственное распоряжение, а также о предстоящем церковном ходе» (рыбинск.);
- ст.-бел. биричь — «глашатай, пристав».

Допустимо видеть в слове бирючь производное от ст.‑слав. *birъ «подать».

## История
Под 992 годом в Лаврентьевской летописи рассказывается, что князь Владимир, вызывая охотника вступить в единоборство с печенежским богатырём, посылал «биричи по товарам» (полкам). В 1148 году Изяслав Мстиславич на свой пир приглашал новгородских мужей через «подвойских и биричей». Эти летописные известия прямо указывают на обязанность бирючей объявлять волю князя. Таково было их назначение и при московских царях. Последние через них обнародовали свои указы: и о новом наборе охочих людей в полки, и о сыске беглых, о запрещении держать медные деньги, ловить капканами бобров и выдр и т. д. К их посредству обращалась и власть духовная, когда хотела провести в народ какие-либо свои постановления. Обыкновенно бирючи в таких случаях должны были «кликать» «по торгам» (на многолюдных торговых площадях) «не по один день», «по многие дни», иногда в течение нескольких месяцев. Каждый наместник, воевода и даже губной целовальник имел своих «пособников» и бирючей, которые очень часто упоминаются вместе с палачами и тюремными сторожами и состоят на жалованье (получая «по полуденге», или «по московке»), которое выплачивали «земские люди».